# Canoas
Canoas è un comune del Brasile nello Stato del Rio Grande do Sul, parte della mesoregione Metropolitana de Porto Alegre e della microregione di Porto Alegre.
Il suo territorio è interamente urbanizzato e rientra nell'area metropolitana di Porto Alegre.
Canoas è sede della Università Luterana del Brasile (Ulbra).